# Reichenbachia insolita
Reichenbachia insolita är en skalbaggsart som beskrevs av Thomas Casey 1897. Reichenbachia insolita ingår i släktet Reichenbachia och familjen kortvingar. Inga underarter finns listade i Catalogue of Life.